# Linda van Impelen
Linda van Impelen est une skieuse handisport néerlandaise, née le 8 août 1985 à Helmond.

## Palmarès

### Jeux paralympiques
| Épreuve / Édition | Pyeongchang 2018 |
| Descente          | -                |
| Super-G           | 7e               |
| Slalom géant      | Argent           |
| Slalom            | -                |
| Super combiné     | DSQ              |